# Чагарниця маскова
Чагарни́ця маскова (Pterorhinus perspicillatus) — вид горобцеподібних птахів родини Leiothrichidae. Мешкає в Китаї і В'єтнамі.

## Опис
Довжина птаха становить 28-31,5 см. Верхня частина тіла тьмяна, сіро-коричнева, голова сіра. Нижня частина тіла сіро-бежева, гузка рудувата. Обличчя чорне. 

## Поширення і екологія
Маскові чагарниці мешкають на сході та на південному сході Китаю, а також на півночі В'єтнаму. Вони живуть в субтропічних лісах і чагарникових заростях, на полях і в садах. Зустрічаються зграями по 6-12 птахів. Живляться безхребетнимиЮ насінням і плодами. Сезон розмноження триває з квітня по липень. В кладці від 2 до 5 яєць.